# Alardus von Amsterdam

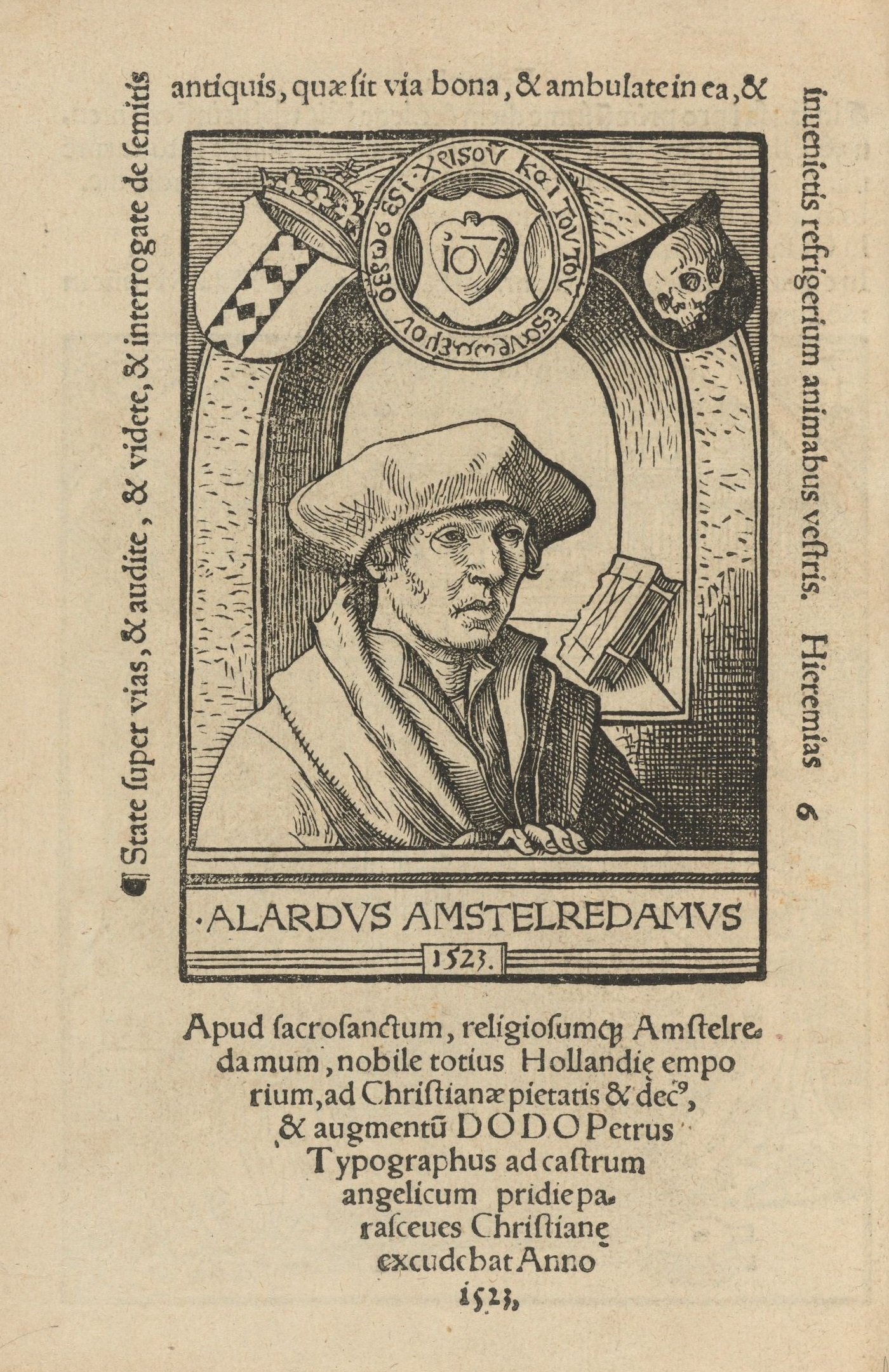
Alardus von Amsterdam, Holzschnitt 1523

Al(l)ard(us) von Amsterdam (Allaard von Amsterdam, Alardus Amstelredamus, Alard d’Amsterdam; * 1491 in Amsterdam; † 28. August 1544 in Löwen) war ein niederländischer humanistischer Gelehrter.

## Leben
Alardus studierte vermutlich in seiner Jugend bei Willem Hermans, für den er später einen Nachruf verfasste, und bei Alexander Hegius. Spätestens ab 1511 unterrichtete er Literatur am Gymnasium von Alkmaar, wo in dieser Zeit Johannes Murmellius Schulleiter wurde. Hier wurde er auch zuerst auf die Schriften Rudolf Agricolas aufmerksam. Um 1514 ging er nach Löwen, wo er zwar nicht im Register der Universität erscheint, aber im Folgejahr bei Dirk Martens Agricolas De inventione dialectica herausgab.
Im Wintersemester 1515–16 studierte Alardus in Köln. In der Folgezeit wechselte er seinen Aufenthalt zwischen Löwen und Amsterdam, wo er in der Bibliothek des Pompeius Occo Schriften Agricolas studieren konnte, und besuchte auch immer wieder Köln. In Löwen unterrichtete er und publizierte im Verlag von Martens. 1539 unterrichtete er als Gast am Collegium Trilingue. 1540–41 besuchte er vermutlich theologische Vorlesungen von Jacobus Latomus und Ruard Tapper. Ab 1542 wirkte er am Colleg von Papst Hadrian VI.
1539 gab Alardus eine Auswahl der Schriften Agricolas unter dem Titel Rudolphi Agricolae lucubrationes heraus. In seinen theologischen Schriften setzte er sich u. a. mit Erasmus von Rotterdam auseinander. Eine Sammlung seiner Schriften befindet sich im Besitz des Britischen Museums.

## Schriften
Quelle:.
- Rodolphi Agricolae Phrisii Lucubrationes... o. D.
- Epitome primi Libri de Inventione dialectica Rodolphi Agricolae Phrysii..., Paris 1539
- Ίπποκράτους Κώον προς Δαμάγητον Έπιστολή, Solingen 1539
- Marbodaei Galli Caenomannensis de Gemmarum Lapidumque pretiosorum Formis Nturis.... Köln 1539
- Ritus edendi Agnum Paschalem..., Amsterdam, 1523
- Caroli V. Panegyris et Paraceleusis..., 1532
- Encomium Hospitalitatis Abrahae, cum Adjunctis Poematis,o. D.
- Commentarium in Progymnasmata Aphthonii, Köln 1532
- Matthaei Philadelphiensis Precationes piae..., Köln 1532
- Parasceve ad SS. Eucharistiae Sacramenti Perceptionem... Köln 1532
- Dissertatio contra Anabaptismum, Antwerpen 1535
- De Eucharistiae Sacramentum
- Ecclesiastes sive Concionnator..., Paris o. D.
- Descriptio Haeretici, secundum Locos Rudolphi Agricolae, Solingen 1539
- Baptismus Christianus et Matrimonium..., Solingen 1539
- Erasmi Bucilion, cui titulus Pamphilius, cum scholiis, Köln 1539
- Mulier, sive Uxor juxta Inventionis Dialecticae Locos explicata, Köln 1539
- Dissertationculae tres, advers. Haereticos..., Antwerpen 1541
- Oratio de Matrimonio, Löwen 1543